# 洪河
洪河也称洪汝河，是淮河左岸一条支流，位于河南省东南部。原为古代汝水的一部分，元明以后今新蔡县顿岗乡班台以上河段称“小洪河”，班台以下称“汝河”或“洪汝河”，民国时期改称洪河，也称大洪河。全长326公里，流域面积12380平方公里。

## 历史
古汝水上游即今沙河支流北汝河，南流至今河南省西平县东会潕水（上段即今甘江河，下段为今洪溪河），又南经上蔡西至遂平东会瀙水（今汝河上段），此下即今汝河及新蔡以下的洪河。元朝至正年间，为了解决汝水泛滥为患，在郾城截断汝水，上游遂改道东出濦水入颍河，称北汝，下游改以潕水为源，名南汝。汝水从此一分为二。明朝嘉靖九年（1530年）西平、遂平间汝水淤断，潕水改道东出澺水（即今上蔡以下的洪河）；而断流后遂平以下的南汝遂以瀙水为源。到了清朝，因潕水在西平境内本有洪河之称，遂统称潕、澺全流为洪河，瀙水改名南汝河。南汝河至新蔡三汊口（三岔口）与洪河汇流，三岔口以下仍称汝河。民国时期正式将新蔡以下的汝河改称洪河，南汝河改称汝河，成为洪河一条支流。

## 概况
洪河在新蔡县顿岗乡班台村三汊口有两河汇流：南支为汝河，北支为小洪河，小洪河为主源。小洪河又以滚河为源，滚河发源于舞钢市与泌阳县交界的灯台架峰西麓，屈曲东流至西平县杨庄乡合水村汇洪溪河后始称小洪河。小洪河东北流至西平县五沟营镇后折向东南，至新蔡县班台村汇汝河后，即称洪河或大洪河。洪河自班台村继续东南流至河南省淮滨县和安徽省阜南县交界的洪河口汇入淮河。20世纪50、60年代，新蔡县以下的洪河可通航。80年代末，由于河道治理多从防洪排涝出发，没有充分兼顾通航问题，致使小洪河、汝河及大洪河逐渐失去通航能力。

## 流域概况
洪河流域地处北亚热带向暖温带的过渡地带，多年平均年降水量920毫米。洪河多年平均年径流量29.1亿立方米。流域的地势西北高东南低，西部属于低山丘陵区，中部为山前倾斜平原，东部属于冲湖积平原。历史上，由于洪河流域水土流失严重，旱涝灾害频繁，因此很早就开始对洪河进行治理，古有“禹疏九河决汝而注入之江”的记载。现流域内建有石漫滩、板桥、宿鸭湖、薄山等大型水库。在班台闸以下洪河左岸建有洪河分洪道。

## 地图

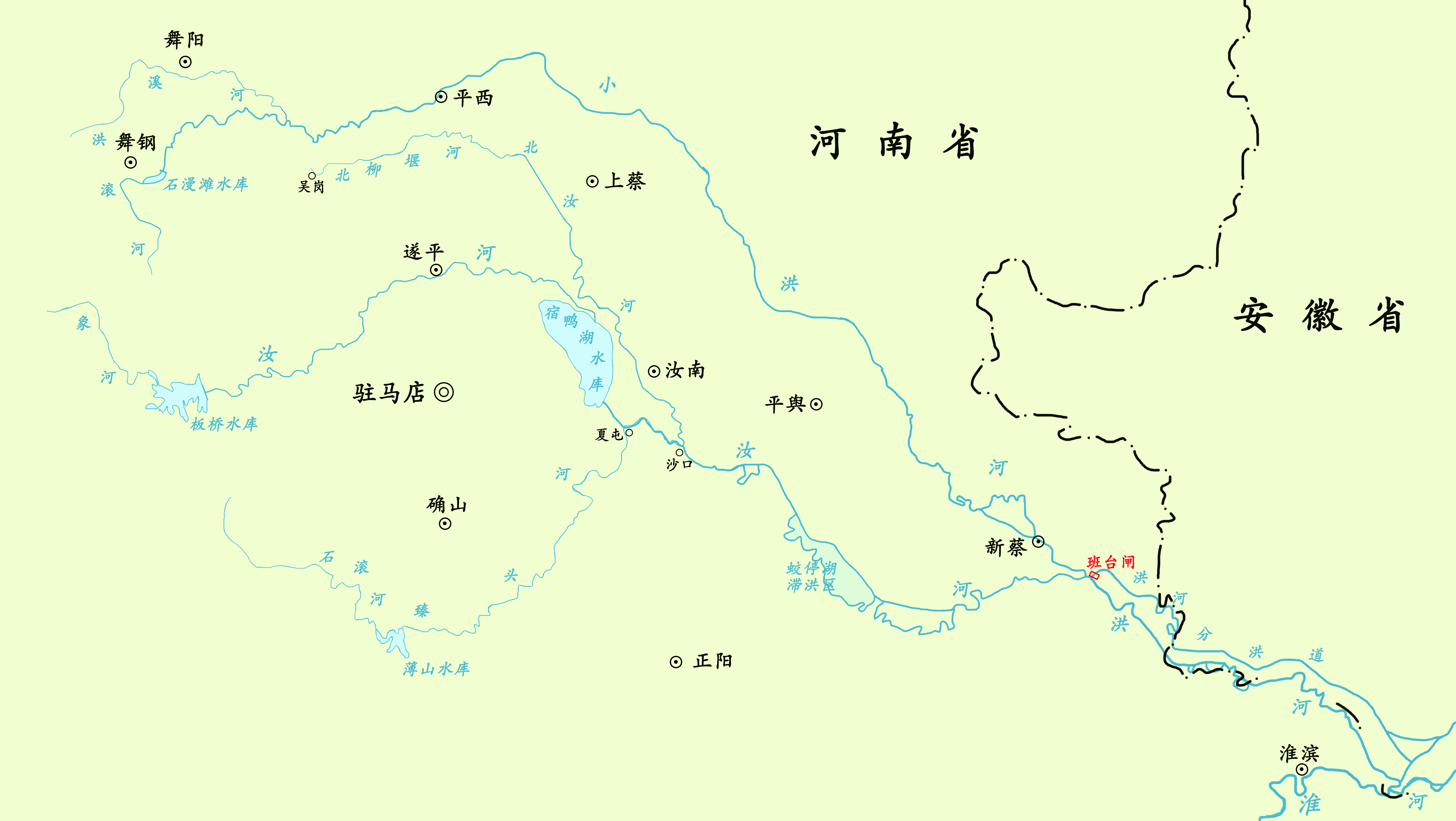
洪河干流及其主要支流示意图。